# بلوسوم راک
 بلوسوم راک (انگلیسی: Blossom Rock؛ ۲۱ اوت ۱۸۹۵ – ۱۴ ژانویهٔ ۱۹۷۸) یک هنرپیشه اهل ایالات متحده آمریکا بود. وی بین سال‌های ۱۹۲۳ تا ۱۹۶۶ میلادی فعالیت می‌کرد.او تحت نام مری بلیک نیز شناخته می شود.